# Sameer Makarius
Sameer Fouad Makarius (El Cairo, Egipto; 29 de abril de 1924 - Buenos Aires; 4 de agosto de 2009) fue un pintor, diseñador y decorador egipcio-argentino, que dedicó a partir de 1950 la mayor parte de su trabajo a la fotografía.

## Biografía
Hijo de madre judeo-alemana y padre libanés, su juventud transcurrió entre Alemania, Egipto y Hungría, donde se vio forzado a permanecer durante la guerra. Allí realizó sus estudios secundarios y se inició en la pintura y la escultura.
Vivió en Suiza y en París. En 1953 se radicó definitivamente en la Argentina, donde se dedicó a la pintura y la fotografía.
Fue cofundador del Grupo húngaro de arte concreto y miembro de la Escuela Europea. 
En 1944 expone en la “Primera exposición de Arte no Figurativo” en Budapest.
En Argentina, formó un grupo de fotógrafos (Forum) dedicado a promover la fotografía como arte. Colaboró con diarios y revistas. Fue un pionero de la fotografía y su estudio en la Argentina, conformando el Grupo ANFA y Forum, en el cual participaron fotógrafos de la talla de Max Jacoby, Humberto Rivas, Julio Maubecin, José Costa, Lisl Steiner, Rodolfo Ostermann, Pinélides Aristóbulo Fusco, entre otros.
Escribió el primer ensayo publicado en el país sobre fotografía argentina desde 1840 hasta 1981. Publicó dos libros de fotografías y textos: Buenos Aires y su gente (1960) y, en 1963, Buenos Aires, Mi Ciudad. 

## Exposiciones
- 1953 Galería Galatea, Arte Prehistórico, Buenos Aires.
- 1954 Galería Galatea, Fotografía subjetiva, Buenos Aires.
- 1955 Miembro del Movimiento Arte Nuevo. Expone con este grupo en Van Riel y en Galería Pizarro.
- 1956 Galería Galatea, Fundador de los grupos ANFA (Artistas No Figurativos Argentinos).
- 1957	Galería Galatea, Collages, Fotografías y fotogramas en color.
- 1957, Del 24 de septiembre al 18 de octubre se realizó la muestra Nuestro Buenos Aires a cargo del Grupo Forum, que se presentaba como “Grupo de fotógrafos contemporáneos” y estaba integrado por Enrique Bechis, Pinélides Fusco, Max Jacoby, Sameer Makarius, Lise Steiner y Rodolfo A. Osterman
- 1960	 Galería Witcomb y Galería Galatea, Óleos, Buenos Aires.
- 1961	 Galería Galatea, Tintas, Buenos Aires.
- 1963 Galería Peuser, Muestra colectiva Otra Figuración, junto a Rómulo Macció, Luis Felipe Noé, Carolina Muchnik, Jorge de la Vega y Ernesto Deira, Bs. As.
- 1965 Galería Van Riel, Temas Bíblicos, Buenos Aires.
- 1967	 Museo de Arte Moderno de Buenos Aires, 150 retratos, El rostro del artista.
- 1981	 Organiza Vida argentina en fotos, en el Museo de Arte Moderno de Buenos Aires y en el Museo Histórico Provincial de Rosario.
- Exposición Photographie Lateinamerika en Kunsthaus, Zúrich, Suiza.
- 1985	 Participa en exposiciones de fotografía con el grupo Foto Forum, Nueva York.
- 1986	 Hungarian Art Center, Nueva York, Años Negros, dibujos en tinta china.
- 1987	 Años Negros, en el MAMBA y en la Picegalería de Budapest, Hungría.
- 2002	 Museo de Arte Moderno de Buenos Aires, Retratos y textos de artistas.
- 2005	 Exposición colectiva Buenos Aires, Buenos Aires, Madrid.
- 2005 Centro Cultural Borges, Luz y sombra: 140 obras de Sameer Makarius, Buenos Aires.
- 2006	 Galería Vassari, Arte BA 2006, Buenos Aires.
- 2007 Centro Cultural Borges: Tres Generaciones: Karim Makarius y Sameer Makarius
- 2007 Presentación Libro " Retratos "
- 2009 Buenos Aires Photo: Stand #24 " Espacio Homenaje a Sameer Makarius "
- 2010 ArteBA, GC Estudio de arte, Stand · 40
- 2010 Lima Photo, Espacio Homenaje a Sameer Makarius
- 2010 Buenos Aires Photo Stand · 24 Espacio Makarius / GC Estudio de Arte
- 2010 Galería ArtexArte: Fotografía Argentina 1840-2010
- 2010 Museo de Bellas Artes de Neuquén, Retratos de Artistas, Festival de la Luz
- 2010 Pinta New York, USA, GC Estudio de Arte, Fundación Alfonso y Luz Castillo, Espacio Homenaje: Gobierno de la Ciudad de
- 2011 Fundación Alon para las artes plásticas
- 2011 ArteBA Gc Estudio de Arte
- 2011 Subastas en Gaona Bullrich Wernicke
- 2011 Lima Photo: Espacio Makarius
- 2011 Buenos Aires Photo: Espacio Makarius
- 2022 Cabildo Nacional: Una Imagen Generosa; curaduria Maria Laura Veronessi, Marcelo Pizarro y Karim Makarius
- 2022 Bar Federal: A donde vamos Buenos Aires? Curaduria Karim Makarius y Patrimonio de Buenos Aires
- 2022 Embajada de la República Árabe de Egipto: Entre dos Obeliscos; curaduria Karim Makarius
- 2022 Hotel Savoy, El Gato Negro, Bar Celta, Bar Azul, Bar Lavalle
- 2022 Legislatura de la Ciudad Autónoma de Buenos Aires. “La Imagen Generosa” curaduria Marcelo Pizarro, Maria Laura Verronesi y Karim Makarius
- 2023 Bar Notable El Progreso: Gobierno de CABA
- 2023 Palazzo Frisacco, Tolmezzo, Italia: Retorno a la vida: Sameer Makarius archivo Egidio Marzona; curadora Monika Branicka.
- 2023 Bar Cortazar, exposición y charla a cargo de su hijo Karim Makarius.
- 2024 Museo Nacional del Cabildo: “Sameer Makarius: 100 años: una marca en el tiempo” Curaduría: Roberto Elissalde y Karim Makarius

.  2024 Pintaart: BAPhoto: Espacio Makarius, 
La Rural, Argentina curaduria Karim Makarius